# Ренуар де Вилайе, Жан-Жак
Жан-Жак Ренуа́р де Вилайе́ (фр. Jean-Jacques Renouard de Villayer; 24 июня 1607, Нант, — 5 марта 1691, Париж) — граф, член Государственного Совета во Франции, член Французской академии (1659). Один из реформаторов французской почты, которому приписывают изобретение почтовых ящиков, основатель Малой почты в Париже.

## Биография
Жан-Жак Ренуар де Вилайе родился в Нанте 24 июня 1607 года. В 1637 году он женился на Марте де Нёфбур (Marthe de Neufbourg, ум. 1689).
Был членом Государственного Совета Франции. В 1659 году Ренуар де Вилайе был избран во Французскую академию на место Абеля Сервьена.
Умер 5 марта 1691 года в Париже.

## Вклад в почтовую реформу

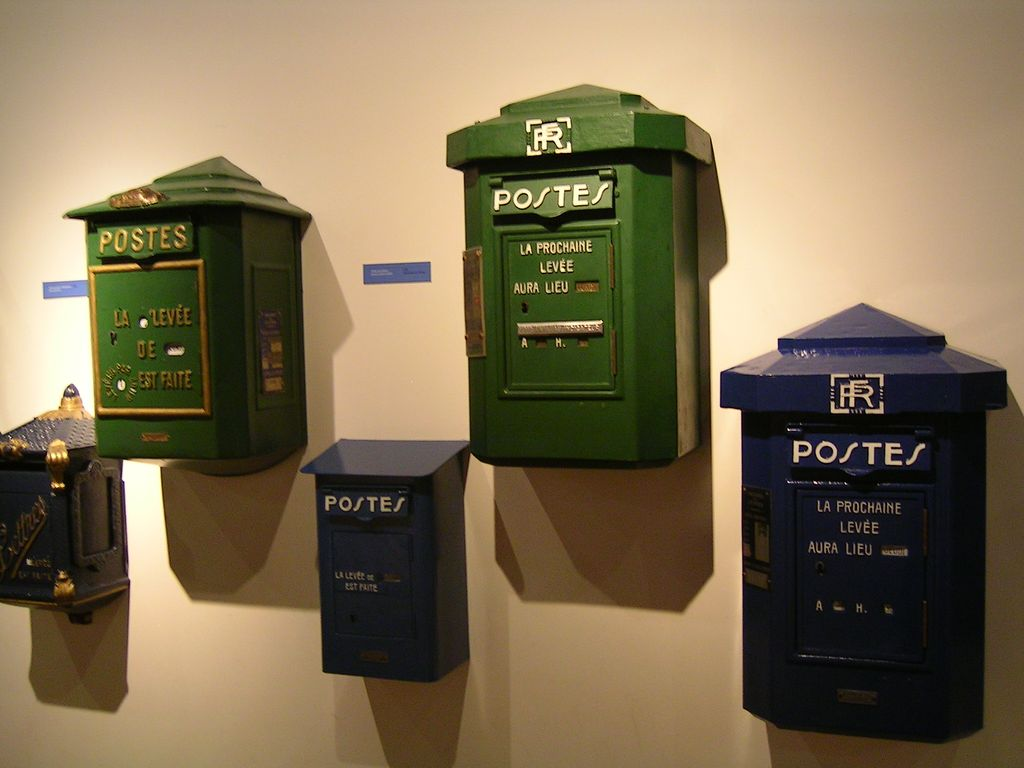
Экспозиция старинных почтовых ящиков в Музее почты в Париже

### Изобретение почтовых ящиков
В 1650 году переписка между парижанами была невозможна, несмотря на то, что в столице уже действовало четыре почтамта. Будучи членом правительства и арендатором Парижской почты, Ренуар де Вилайе предложил решение этой проблемы: в 1653 году он изобрел почтовые ящики, которые были установлены на основных улицах Парижа.
В дальнейшем количество почтовых ящиков в городе постоянно увеличивалось. Так, в 1692 году в Париже было всего шесть почтовых ящиков, а к 1780 году количество ящиков дошло до 500. Через некоторое время они получили распространение и в других городах.

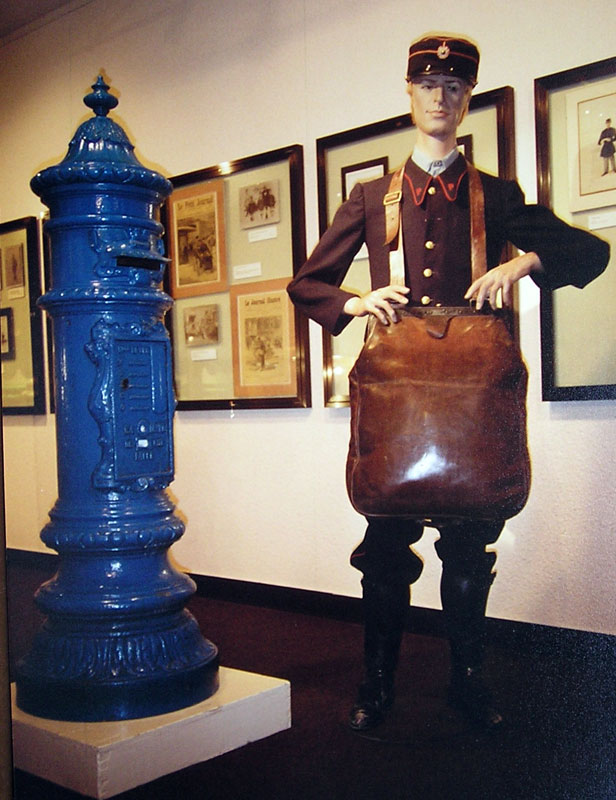
Фрагмент экспозиции в Музее почты в Париже

### Организация Парижской почты
По разрешению Людовика XIV Ренуар де Вилайе организовал в 1653—1654 годах регулярную городскую почтовую службу в Париже, или «малую почту» (в отличие от государственной «Большой почты»), — первую известную в истории местную почту, пересылавшую и доставлявшую корреспонденцию в пределах города. Парижская городская почта просуществовала приблизительно до 1660 года.
Помимо введения почтовых ящиков, Ренуар де Вилайе выпустил лентообразные билеты оплаты почтового сбора (Billet de port payé) по цене в 1 су (соль), которыми обёртывали почтовые отправления или которые вкладывались в них так, чтобы были видны письмоносцу. На ленточных билетах стоял особый штемпель Ренуара де Вилайе и слова «port payé, le… jour de l’an 1653 (1654)» («оплачено, … дня, года 1653 (1654)»). Неизвестно, была ли на билете обозначена цена — ни одного экземпляра не сохранилось, тем не менее эти билеты считаются прообразами современных почтовых марок.

## Память
Ввиду отсутствия сохранившегося портрета Ренуара де Вилайе почтовым ведомством Франции в 1944 году была выпущена марка с изображением его фамильного герба. Марка была приурочена ко Дню почтовой марки и увековечивала память об основании Ренуаром де Вилайе в 1653 году Малой городской почты Парижа, о чём гласит соответствующая надпись на марке[≡].